# 金兆豐
金兆丰（1870年—1934年），字瑞六，号雪荪，浙江金华人。清朝政治人物。
幼承家学，光绪二十八年（1902年）乡试中举，次年殿试位列二甲第五名，赐进士出身，同年闰五月，改翰林院庶吉士。光绪三十一年（1905年）派赴留学日本，三十四年（1908年）回国，授翰林院编修。历任京师大学堂提调，京师督学局视学，国子监师范学堂监督，国史馆编修、武英殿校对等职。
民国成立后，隐居著述《中國通史》等史籍。后参与修纂《清史稿》，民国十六年 （1927年）完成。寓北平，以卖字画为生。民国二十三年（1934年）病逝。